# Grete Mostny
Margarete Mostny, detta Grete e coniugata Mostny-Glaser (Linz, 17 settembre 1914 – Santiago del Cile, 15 dicembre 1991), è stata un'antropologa e archeologa austriaca naturalizzata cilena.
Nacque in Austria ma, in quanto ebrea, dovette lasciare il Paese a causa dell'ascesa dei nazisti. Si recò in Belgio per completare gli studi prima di partire per il Cile. Alla fine della guerra fu richiamata in Austria, ma preferì naturalizzarsi cilena. Condusse una serie di indagini archeologiche e guidò il Museo Nazionale Cileno di Storia Naturale.

## Biografia
Mostny nacque a Linz nel 1914. Si iscrisse all'Università di Vienna ma dovette abbandonarla nel 1937 a causa dell'ascesa dei nazisti. Aveva già completato la sua tesi sugli indumenti dell'antico Egitto e parte degli esami, ma dovette completare il dottorato a Bruxelles in Belgio nel 1939. Aveva già preso parte ad indagini archeologiche sia a Luxor che al Cairo in Egitto. Partì con suo fratello Kurt e sua madre per il Cile. Il Cile accolse un gran numero di rifugiati tedeschi nel 1939. Esisteva già una significativa comunità tedesca in Cile, ma questa era anche fonte di antisemitismo.
Alla fine della guerra fu invitata a tornare in Austria ma preferì naturalizzarsi cilena nel 1946.
Condusse numerose indagini archeologiche in Sud America. Nel 1954 fu coinvolta quando il suo museo prese in consegna la Mummia di Plomo, consistente nei resti di un bambino ritrovati su una montagna dove era stato sacrificato dagli inca.
Mostny subentrò a Humberto Fuenzalida e diresse il Museo Nazionale Cileno di Storia Naturale a Santiago dal 1964 al 1982.
Mostny morì di cancro a Santiago nel 1991.

## Eredità
L'Università di Vienna riporta la sua biografia poiché fu una studentessa espulsa e vittima del nazionalsocialismo. L'università assegna un premio per una tesi in onore di Grete Mostny. Il premio è per una tesi della Facoltà di Studi Storici e Culturali ed è assegnato dal 2013. La tesi di Mostny è conservata sotto forma di ceramica in una miniera di sale a Hallstatt.

## Opere (lista parziale)
- Culturas precolombinas de Chile, 1954
- Peine, un pueblo atacameño, 1954
- Los museos de Chile, 1975
- Prehistoria de Chile, 1971
- Arte rupestre chileno, 1983